# Ilva (företag)

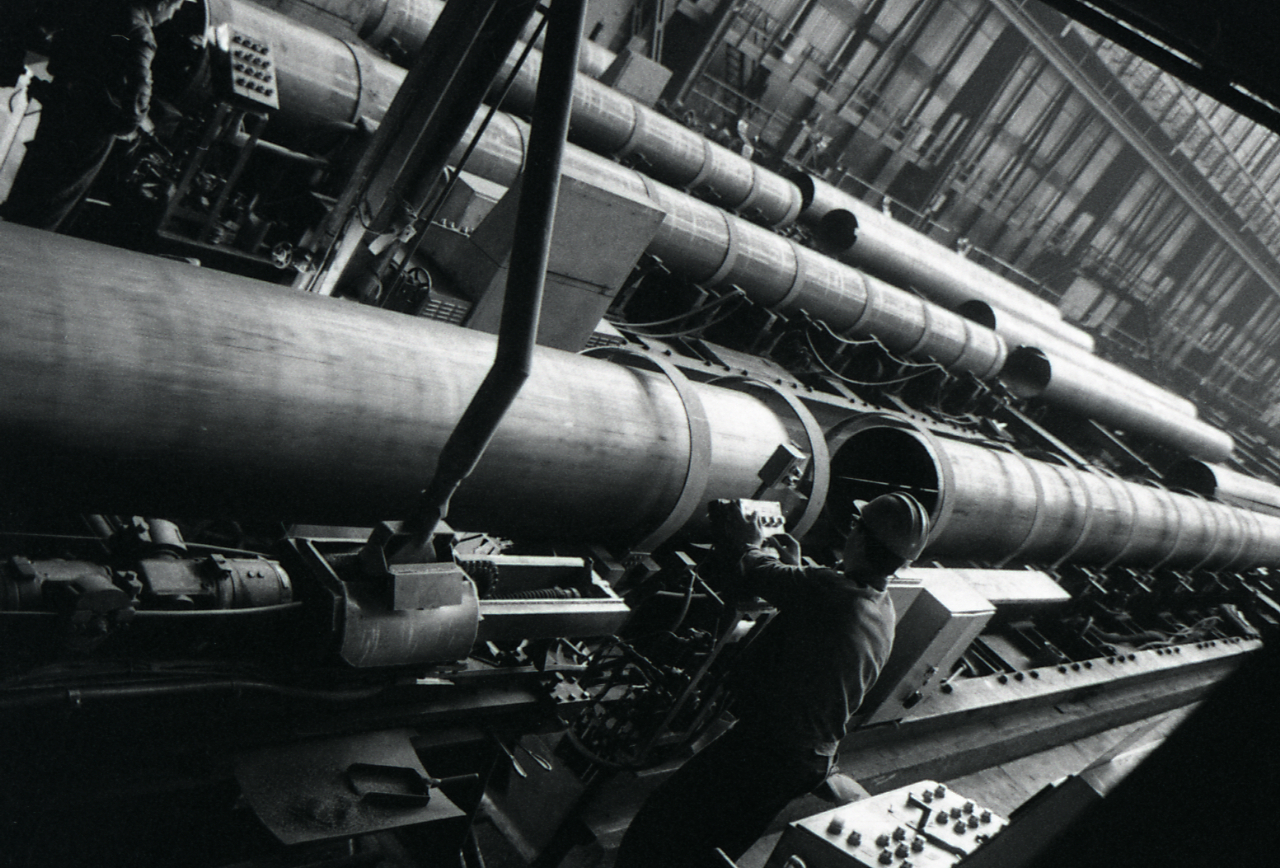
Tillverkning i Taranto 1964

Ilva (1964–1983 Italsider) är en italiensk stålproducent som bildades 1905. Det mest betydande stålverket ligger i Taranto. 
Bolaget grundades 1905 som Società Anonima Ilva och 1911 bildades ett konsortium av bolagen Elba, Alti Forni, Piombino, Ferriere Italiane, Siderurgica di Savona och Ligure Metallurgica. Konsortiet hade anläggningar i Portoferraio, Torre Annunziata, San Giovanni Valdarno, Bolzaneto och Sestri Ponente, Savona, Piombino och Bagnoli. 1918 gick bolaget i konsortiet samman i ett gemensamt bolag under namnet ILVA Alti Forni e Acciaierie d’Italia. Företagets namn togs från ön Elba varifrån järnmalmen som matade de första masugnarna som byggdes i Italien i slutet av 1800-talet extraherades.
Efter första världskriget hade bolaget stora ekonomiska problem och togs över av Banca Commerciale Italiana  men hamnade i en ny kris under statlig kontroll då det övertogs av Istituto per la Ricostruzione Industriale (IRI) 1934 och överfördes till IRI-kontrollerade Società Finanziaria Siderurgica (Finsider) 1937. Bolaget kom att uppföra nya anläggningar i Genua, Taranto och Bagnoli i Neapel. På 1960-talet – från 1964 under namnet Italsider – var det ett av de största bolagen i den statliga företagsgruppen. 
1970- och 1980-talets stålkriser gjorde att bolaget likviderades 1983 och ombildades under det nygamla namnet Ilva. Verksamheten privatiserades 1995 då Riva-gruppen köpte verksamheten. Under 1990-talet har många av de nedlagda anläggningarna demonterats.
Stålverket i Bagnoli hade brister i produktionen och avfallet smutsade ner området. Det stängdes 1991 på grund av stålkrisen och nedmonterades fram till 2005.